# Cristhofer Mesías
Cristopher Ignacio Mesías Sepúlveda (* 2. Mai 1998 in Santiago) ist ein chilenischer Fußballspieler, der als Mittelfeldspieler eingesetzt wird.

## Karriere
Cristhofer Mesías begann seine Karriere 2018 beim CD Cobresal und entwickelte sich schnell zum Stammspieler. In der Saison 2023 gewann er mit seinem Team, dessen Kapitän er seit der Saison 2025 ist, die Vizemeisterschaft.